# Sascha Steffen
Sascha Steffen (* 19. Januar 1978 in Osnabrück) ist ein deutscher Professor für Betriebswirtschaftslehre.

## Leben
Sascha Steffen studierte von 2000 bis 2004 an der Universität Frankfurt und promovierte dort im Anschluss mit dem Schwerpunkt Finanzen und einem besonderen Fokus auf Banken und Kreditfinanzierung in 2008. Er wechselte als Visiting Professor an die Stern School of Business in New York und übernahm eine Assistant Professor Stelle im April 2009 an der Universität Mannheim am Lehrstuhl von Martin Weber. 2012 wurde er Professor für Betriebswirtschaftslehre mit den Schwerpunkten Finanzintermediation und Bankbetriebslehre an der privaten ESMT Berlin.
Im September 2015 erhielt er einen Ruf an die Universität Mannheim, verbunden mit der Leitung der Abteilung Internationale Finanzmärkte und Finanzmanagement am Zentrum für Europäische Wirtschaftsforschung (ZEW). Die Stelle trat er zum 1. Januar 2016 an.
Im August 2017 wechselte er an die Frankfurt School of Finance & Management. Dort wurde er am 1. Juli 2021 zum neuen Vizepräsident Forschung ernannt.

## Forschung und Lehre
Seine Forschungsschwerpunkte sind Fragen der Bankbetriebslehre und der Finanzintermediation. Er beschäftigte sich beispielsweise mit Unterschieden bei den Kreditkosten von börsennotierten und nicht börsennotierten Unternehmen und Veränderungen der Kreditvergabepraxis von Landesbanken während der Finanzkrise.